# Woléaïen
Cet article concerne la langue woleai. Pour l'île de Woleai, voir Woleai.
Le woléaïen (du nom de l'atoll de Woleai) est une langue océanienne du sous-groupe micronésien, appartenant à la grande famille des langues austronésiennes, et la principale langue parlée sur l’île de Woleai (également appelée Wolea, Uleai u Oleai, l’île principale de l’atoll de même nom) et dans les îles avoisinantes, dans l'État de Yap (dans les îles Carolines orientales) qui fait partie des États fédérés de Micronésie). Il est proche du sonsorolais parlé dans l'État de Sonsorol et à Koror (Palaos).

## Locuteurs et dialectes
Le woléaïen est parlé dans cinq îles habitées du groupe d’îles qui sont : Woleai (Wottegaï), Falalus, Seliap (Sulywap), Falalop (Falalap), Tegaïlap (Tagalap), ainsi qu’à Lamotrek.
Le woléaïen est classé officiellement comme une langue troukique, et dans cette famille la langue la plus proche est le satawalais, avec lequel il est largement mutuellement intelligible.
La langue connait deux dialectes :
- le woléaïen à proprement parler, et
- le lamotrekais, parlé sur l’atoll de Lamotrek.

Lors du recensement de 1987 à Yap, il y avait 1 631 locuteurs du woléaïen.

## Phonologie
Le woléaïen dispose de consonnes géminées (longues) ou nasalisées et distingue des voyelles courtes et longues.
L’orthographe latine de Sohn (1975), ainsi que leurs approximations utilisant l’alphabet phonétique international, l'inventaire des phonèmes est le suivant :
| Consonnes orales courtes        | b [ɸʷ]   | p  | f  | t  | s  | l       | sh [ʃ]  | r       | g [x]  |
| Consonnes géminées équivalentes | bb [pːʷ] | pp | ff | tt | ss | nn [nː] | ch [tʃ] | ch [tʃ] | k [kː] |
| Consonnes nasalisées            | mw [mʷ]  | m  |    | n  |    |         |         |         | ng [ŋ] |
| Semi-voyelles                   | w        |    |    |    |    | y [j]   |         |         |        |

Noter que sh et r deviennent tous deux ch lorsqu'elles sont géminées, et le l devient nn
Les voyelles peuvent être longues ou courtes, excepté les voyelles eo et oa qui sont uniquement longues.
| i [i] | iu [y]  | u[u]    |
| e [e] | eo [øː] | o[o]    |
|       | a [a]   | oa [ɑː] |

## Écritures

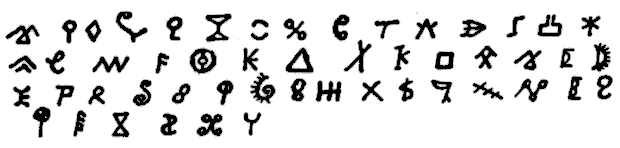
Écriture woléaïenne.

Le woléaïen dispose d’un système d’écriture unique, l’écriture woléaïenne (aussi appelée écriture carolinienne), qui est un syllabaire influencé en partie par les lettres latines. Cette écriture fut découverte à Woléaï en 1913 par le prof. J. MacMillan Brown.
Cette écriture horizontale s'écrit de gauche à droite, et utilise des signes généralement géométriques ou logographiques qui évoquent parfois la représentation de l'objet décrit par la syllabe : warr (pirogue) ressemble à une embarcation. À ces signes s'ajoutent des extensions phonétiques dont la forme simple est inspirée des lettres latines.
Le syllabaire comportait, dans la première liste publiée en 1914, 51 graphèmes qui représentent tous des syllabes ouvertes (na, pu, mä, rü, bö) ou parfois fermées (warr, tüt, bag), ou encore bi-consonantique (pui, moi ou nga, gkaa).
Cette écriture ne serait plus connue que par 5 hommes sur l’île. Aujourd’hui la langue woléaïenne s’écrit essentiellement avec l’alphabet latin usuelle, complétée par des diacritiques usuels et l’orthographe de Sohn.